# Buzura multipunctaria
Buzura multipunctaria là một loài bướm đêm trong họ Geometridae.